# Kristineberg, Linköpings kommun
Kristineberg är en bebyggd plats söder om Bestorp i Linköpings kommun. Kristineberg ligger vid Storsjön och passeras av Östgötaleden. Bebyggelsen är mestadels av fritidskaraktär.